# Graeme Stevely
Graeme Stevely (né le 5 juin 1988 à Stevenston) est un catcheur écossais. Il travaille actuellement à la Total Nonstop Action Wrestling sous le nom de Grado.

## Carrière

### Insane Championship Wrestling (2006-...)
Lors de Fear & Loathing VIII, il bat Drew Galloway et remporte le ICW World Heavyweight Championship.

### Total Nonstop Action Wrestling (2014-...)

#### Débuts à la TNA et diverses rivalités (2015-...)
Il fait ses débuts à Impact Wrestling le 20 février 2015 en battant Al Snow.
Lors de Slammiversary (2016), lui et Mahabali Shera perdent contre The Tribunal (Baron Dax et Basile Baraka).
Le 12 juillet 2018 à Impact, il perd contre Eli Drake qui l'avait provoqué plus tôt dans la soirée. Le 2 août à Impact, il perd avec Joe Hendry contre Eli Drake et Trevor Lee.
Le 6 septembre à Impact, Grado & Joe Hendry perdent contre The Desi Hit Squad. Après le match, Katarina la petite amie de Grado embrasse Hendry déçue de la défaite de ce dernier.

## Caractéristiques
- Finishing moves
  - Get Tae Yer Bed (Fireman's carry dropped into a knee lift) – parodié de CM Punk
  - R-Grado / Grado Cutta (Jumping cutter) – parodié de Randy Orton
  - The Stroke (Reverse russian legsweep)
  - Wee Boot / Grado Kick (Running big boot, with theatrics)

- Prises de signature
  - 17 Stone Stunner (Stunner) – parodié de Stone Cold Steve Austin
  - Bionic elbow, with theatrics
  - From the Tap End of Stevenson to the Rock Bottom! (Lifting side slam) – parodié de The Rock
  - Roll 'N Slice (Cannonball)
  - The Slug (Chop drop to the opponent's throat, with theatrics) – parodié de Scotty 2 Hotty
  - Stevenston Roundabout / Turn of Twister (Fireman's carry facebuster) – parodié de Brock Lesnar
  - STF-Yersel (STF) – parodié de John Cena

- Surnoms
  - "The Chubby Wee"
  - "The Lowlander"[1]

- Thèmes Musicaux

| Thème d'entrée      | Compositeur | Période  | Fédération(s) |
| ------------------- | ----------- | -------- | ------------- |
| "Like a Prayer"     | Madonna     | 2012-... | ICW/TNA       |
| A Grado I Have Made | Dale Oliver | 2015-... | TNA           |
| "99 Problems"       | Hugo        | 2016     | ICW           |

## Palmarès
- Dramatic Dream Team
  - 1 fois Ironman Heavymetalweight Championship

- Future Pro Wrestling
  - FPW Title #1 Contendership Tournament (2014)

- Insane Championship Wrestling
  - 1 fois ICW World Heavyweight Champion
  - 1 fois ICW Tag Team Champion - avec Colt Cabana
  - ICW Bammy Award pour "Insane Moment de l'année"

- International Pro Wrestling: United Kingdom
  - 1 fois IPW:UK All England Champion

- Premier British Wrestling
  - 1 fois PBW Tag Team Champion - avec Kenny Williams (actuel)

- Pro Wrestling Elite
  - 1 fois PWE World Heavyweight Champion

- Scottish Wrestling Alliance
  - 2 fois SWA Tag Team Champion avec Glen Dunbar
  - SWA Tag Team Title Tournament (2005)

- Swiss Wrestling Entertainment
  - 1 fois SWE Tag Team Champion avec Pascal Splater

- Total Nonstop Action Wrestling
  - Feast Or Fired (2016 – Pink Slip)
- World of Sport (UK TV series)
  - 1 fois WOS World Champion
  - 1 fois WOS Tag Team Champion avec David Hart Smith (actuellement)

## Récompenses de magazines
- Pro Wrestling Illustrated

| Année | 2014 | 2015 | 2016 | 2017 | 2018 |
| ----- | ---- | ---- | ---- | ---- | ---- |
| Rang  | 500  | 392  | 293  | 314  | 394  |